# DARPA Robotics Challenge
O DARPA Robotics Challenge (desafio de robótica da DARPA) (DRC) foi uma competição financiada pela Defense Advanced Research Projects Agency, a agência de projetos de pesquisa avançada de defesa dos Estados Unidos. Realizada de 2012 a 2015, teve como objetivo desenvolver robôs terrestres semi-autônomos que poderiam executar "tarefas complexas em ambientes perigosos e degradados desenvolvidos por humanos." O DRC veio depois do DARPA Grand Challenge, e do DARPA Urban Challenge. Ele começou em outubro de 2012 e foi executado por cerca de 33 meses, com três competições: o Virtual Robotics Challenge (desafio virtual de robótica, VRC), que aconteceu em junho de 2013; e dois desafios ao vivo com hardware: DRC Trials em dezembro de 2013 e DRC Finals em junho de 2015.
Além de impulsionar o desenvolvimento de robôs semi-autônomos, o DRC também procurou fazer software e sistemas de desenvolvimento robóticos mais acessíveis, para além do final do programa. Para esse fim, o DRC financiou a adaptação do simulador de robôs Gazebo pela Open Source Robotics Foundation (OSRF) para os objetivos do DRC e a construção de seis robôs Atlas, da Boston Dynamics, que foram dados para as equipes que tiveram o melhor desempenho no VRC.

Dr. Gill Pratt, gerente de programas do DARPA Robotics Challenge descreveu a DARPA e seus objetivos com o desafio de robótica:
A função da DARPA é estimular a inovação. E o fazemos com esforços focados de curto prazo. Nós escolhemos coisas que não são impossíveis, mas também não de muito baixo risco. Então nós pegamos o risco muito elevado de jogos de azar, e os riscos tremendos benefícios. Então, se nós formos bem sucedidos significa que esses robôs serão realmente capazes de fazer a diferença. Especialmente em cenários de desastre, tornando a sociedade mais resiliente. A lição do desafio original [DARPA Grand Challenge - carros sem motorista] é que a persistência paga. É importante se você sabe que a tecnologia está quase lá, e você quase pode ver a luz no fim do túnel, um pouco de persistência compensa. O que eu estou esperando para os ensaios (DRC Trials) é que algumas equipes marquem alguns pontos. Eu acho que nenhuma equipe conseguirá marcar todos os pontos disponíveis. Talvez nenhum time marque nem metade dos pontos que existem. Mas eu acho que algumas equipes vão se sair moderadamente bem. A minha expectativa é de que os robôs vão ser lentos. O que estamos procurando agora é que as equipes se saiam tão bem quanto uma criança de cerca de um ano de idade. Se podemos chegar lá, então nós achamos que temos boas razões para acreditar que algumas dessas equipes, com persistência por mais um ano, vão realmente ser capazes de demonstrar robôs que mostram a utilidade que estas coisas podem ter em um verdadeiro cenário de desastres. A DARPA está no ramo de inovação, e não no desenvolvimento de negócios. Então, o que nós fazemos é esperar que a tecnologia esteja quase pronta para algo grande acontecer, e em seguida adicionamos um esforço concentrado para catalisar algo. Isso não significa que devemos levá-la até um sistema implantado ou para o mercado. Contamos com o setor comercial para fazer isso. Mas temos de dar o impulso, o impulso extra que a tecnologia precisa para fazer isso.

## Detalhes do desafio

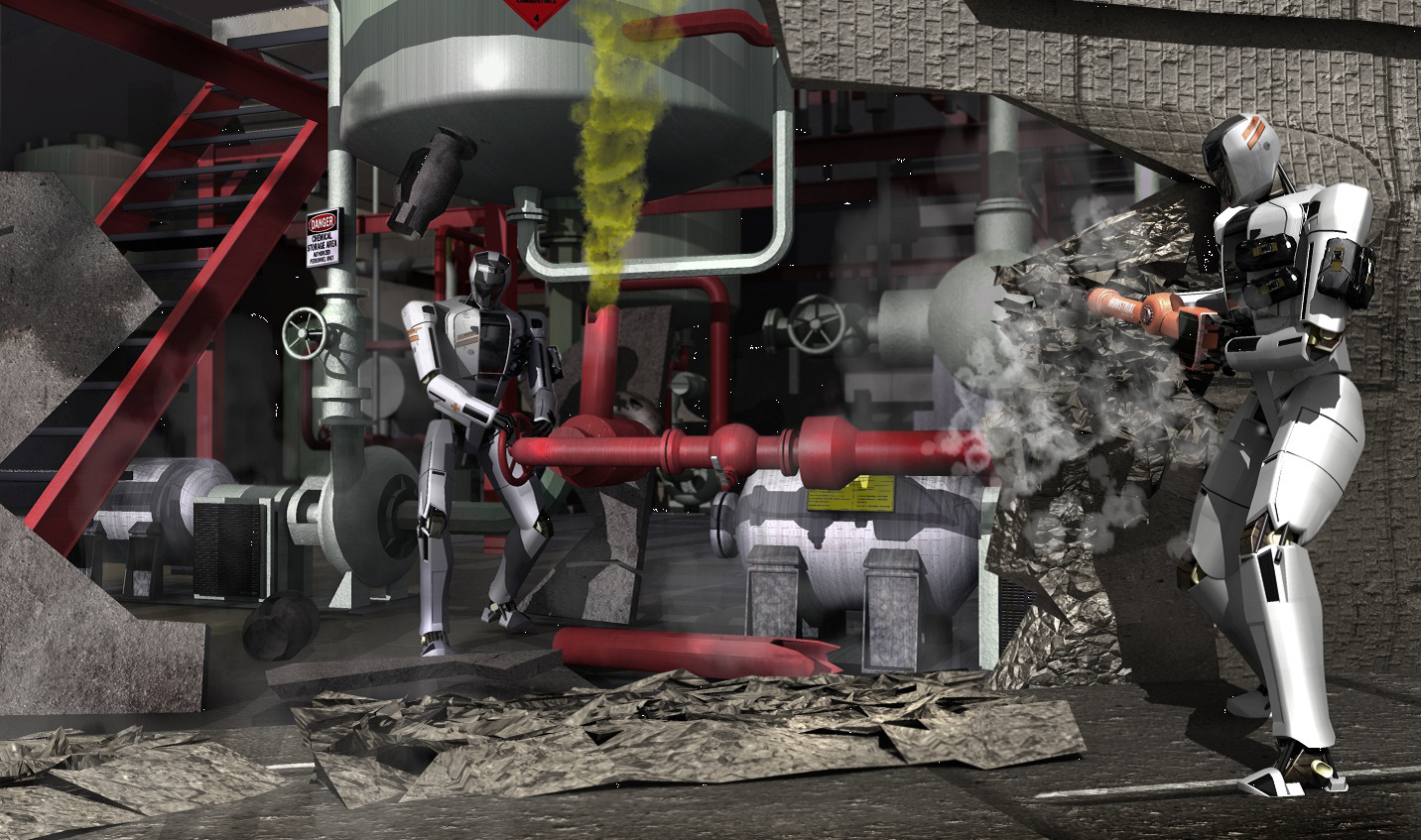
Ilustração de um exemplo de cenário de resposta a desastres

O desafio de robótica se concentrou em um cenário de desastre ou resposta de emergência. Embora os requisitos tenham mudado a medida que a competição avançou, os requisitos de tarefas iniciais para robôs se inscreverem eram:
1. Dirigir um veículo utilitário no local.
2. Viajar desmontado sobre escombros.
3. Remover escombros bloqueando uma porta de entrada.
4. Abrir uma porta e entrar em um prédio.
5. Subir uma escada industrial e atravessar uma passarela industrial.
6. Utilizar uma ferramenta para quebrar um painel de concreto.
7. Localizar e fechar uma válvula perto de um vazamento de tubulação.
8. Conectar uma mangueira de incêndio a uma coluna de água e virar uma válvula.
A competição foi dividida em várias faixas. Faixas A e B receberam financiamento da DARPA, enquanto as Faixas C e D não receberam financiamento da DARPA inicialmente. Faixas B e C entraram através do Virtual Robotics Challenge (VRC), após o qual equipes vencedoras receberam financiamento para as fases subsequentes. Inscrições para as faixas A e B fecharam em Maio de 2012. A data de inscrição para a faixa C fechou em 18 de dezembro de 2012, embora inscrições tardias ainda estivessem sendo consideradas até janeiro de 2013. A faixa D foi aberta para inscrições até outubro de 2013. Durante qualquer etapa de inscrição, os participantes sempre podiam fazer o download do DRC Simulator, um aplicativo grátis de código aberto criado pela Open Source Robotics Foundation.
O site de inscrição para as Faixas C e D (sem financiamento) mostra ilustrações de robôs em bastante conformidade com layouts humanóides (bípede com dois braços). Outras configurações podem ser possíveis, no entanto, como demonstrado pelo "Robosimian," ilustração proposta pela NASA Jet Propulsion Laboratory.

## Diferenças
Ao contrário dos desafios anteriores, os participantes do DRC não precisaram construir seus robôs a partir do zero. A DARPA forneceu a alguns participantes "uma plataforma de hardware robótico com braços, pernas, tronco e cabeça. Em agosto de 2012, a DARPA anunciou que iria pagar cerca de US$10,9 milhões para a Boston Dynamics construir sete plataformas baseadas no projeto PETMAN até agosto de 2014.
O concurso também incluiu tarefas de "autonomia supervisionada" onde operadores não-especialistas eram permitidos/necessários para concluir tarefas, utilizando o veículo robótico. O desafio se concentrou na capacidade de concluir tais tarefas de autonomia supervisionada "apesar das comunicações de baixa fidelidade (baixa largura de banda, alta latência, intermitente)."

## Ensaios
Os DRC Trials ocorreram no dia 20 de dezembro e 21 de janeiro de 2013, na Flórida. Durante os ensaios os robôs foram teleoperados na grande maioria das tarefas. As 16 equipas que competiram nos ensaios foram:
| Time          | Pontos* | Faixa  | Veículo | Terreno | Escada | Escombros | Porta | Parede | Válvula | Mangueira |
| ------------- | ------- | ------ | ------- | ------- | ------ | --------- | ----- | ------ | ------- | --------- |
| SCHAFT        | 27      | D (A†) | 1       | 4       | 4      | 4         | 2     | 4      | 4       | 4         |
| IHMC Robotics | 20      | B      | x       | 4       | 0      | 1         | 4     | 4      | 3       | 4         |
| Tartan Rescue | 18      | A      | x       | 1       | 1      | 4         | 2     | 4      | 4       | 2         |
| MIT           | 16      | B      | 0       | 3       | 1      | 1         | 1     | 4      | 4       | 2         |
| RoboSimian    | 14      | A      | x       | 2       | x      | 4         | 2     | 0      | 4       | 2         |
| Team TRACLabs | 11      | B      | x       | 1       | 1      | 1         | 1     | 1      | 4       | 2         |
| WRECS         | 11      | C      | 1       | 2       | 2      | 0         | 0     | 0      | 4       | 2         |
| KAIST         | 8       | D      | 1       | 1       | 4      | 0         | 0     | 0      | 1       | 1         |
| HKU           | 3       | B      | x       | 1       | 0      | 0         | 1     | 0      | 1       | 0         |
| DRC-HUBO      | 3       | A      | 0       | 0       | 2      | 0         | x     | 0      | 1       | 0         |
| CHIRON        | 0       | D      | 0       | x       | x      | 0         | x     | x      | 0       | x         |
| NASA-JSC      | 0       | A      | x       | x       | x      | 0         | 0     | x      | 0       | 0         |
| MOJAVATON     | 0       | D      | x       | 0       | x      | 0         | 0     | 0      | 0       | 0         |

* Máximo número de pontos atingível era 32
† Equipe SCHAFT foi originalmente faixa A, mas mudou para a faixa D depois da aquisição pelo Google.
X = não tentou
As 8 melhores equipes (SCHAFT até TROOPER) foram inicialmente elegíveis para financiamento. No entanto, após a conclusão dos ensaios, a equipe SCHAFT escolheu mudar para a faixa D, como um projeto auto-financiado. SCHAFT foi adquirida pelo Google, que também adquiriu tecnologias de veículo autônomo das equipes que competiram no DARPA Grand Challenge. O movimento de SCHAFT para a faixa D libera financiamento adicional da DARPA para finalistas. THOR, ViGIR, e KAIST, que ganharam cada uma 8 pontos durante os ensaios, puderam então competir na final, com KAIST continuando como uma equipe auto-financiada da faixa D. As equipes THOR e ViGIR dividiram o financiamento da DARPA, e a equipe THOR depois se dividiu em duas equipes, após seu líder se mudar para uma universidade diferente.

## Finais
As DRC Finals aconteceram no Fairplex em Pomona, na Califórnia, em 5 e 6 de junho de 2015. Vinte e cinco das principais organizações de robótica de todo o mundo se reuniram para competir por US$3,5 milhões em prêmios em um curso simulado de resposta a desastres. As 25 equipes que concorreram na fase final foram:
| Time                     | País                     | Afiliação | Robô (arquitetura)  |
| ------------------------ | ------------------------ | --- | ------------------- |
| TARTAN RESCUE            | Estados Unidos           | CMU NREC | Chimp               |
| TEAM AERO                | Japão                    | Desconhecido                                                                                                   | (4 legs)            |
| TEAM AIST-NEDO           | Japão                    | AIST |                     |
| TEAM DRC-HUBO AT UNLV    | Estados Unidos           | UNLV | Metal Rebel (Hubo)  |
| TEAM GRIT                | Estados Unidos           | Universidade Colorado Mesa                                                                                     | (4 legs)            |
| TEAM HECTOR              | Alemanha                 | Universidade de Darmstadt                                                                                      |                     |
| TEAM HKU                 | Hong Kong                | Universidade de Hong Kong                                                                                      | (Atlas)             |
| TEAM HRP2-TOKYO          | Japão                    | Jouhou System Kougaku                                                                                          |                     |
| TEAM IHMC ROBOTICS       | Estados Unidos           | Institute of Human and Machine Cognition                                                                       | Running Man (Atlas) |
| TEAM INTELLIGENT PIONEER | China                    | Instituto de Tecnologia Avançada em Manufatura                                                                 |                     |
| TEAM KAIST               | Coreia do Sul            | KAIST | Hubo (Hubo)         |
| TEAM MIT                 | Estados Unidos           | MIT | (Atlas)             |
| TEAM NEDO-HYDRA          | Japão                    | Universidade de Tóquio, Instituto de Tecnologia de Chiba, Universidade de Osaka, Universidade de Kobe          |                     |
| TEAM NEDO-JSK            | Japão                    | Universidade de Tóquio                                                                                         |                     |
| TEAM NIMBRO RESCUE       | Alemanha                 | Universidade de Bonn                                                                                           | Momaro              |
| TEAM ROBOSIMIAN          | Estados Unidos           | Jet Propulsion Lab, Caltech                                                                                    |                     |
| TEAM ROBOTIS             | Coreia do Sul            | ROBOTIS CO., LTD                                                                                               |                     |
| TEAM SNU                 | Coreia do Sul            | Universidade Nacional de Seul                                                                                  |                     |
| TEAM THOR                | Estados Unidos           | UCLA, UPenn |                     |
| TEAM TRACLABS            | Estados Unidos           | TRACLabs | (Atlas)             |
| TEAM TROOPER             | Estados Unidos           | Lockheed Martin Advanced Technology Laboratories                                                               | (Atlas)             |
| TEAM VALOR               | Estados Unidos           | Virginia Tech                                                                                                  |                     |
| TEAM VIGIR               | Estados Unidos, Alemanha | Virginia Tech, Universidade de Darmstadt, Universidade Estadual de Oregon, TORC Robotics, Universidade Cornell | Florian (Atlas)     |
| TEAM IIT WALK-MAN        | Itália                   | Instituto Italiano de Tecnologia, Universidade de Pisa                                                         |                     |
| TEAM WPI-CMU             | Estados Unidos           | Instituto Politécnico Worcester, CMU                                                                           | Warner (Atlas)      |

### Resultados
Nas finais, três equipes tiveram a pontuação perfeita de 8 pontos. O empate foi decidido pelo tempo total. O primeiro lugar foi para a equipe KAIST com seu robô DRC-Hubo e um tempo vencedor de 44 minutos. O segundo lugar foi para a IHMC e seu robô Running Man, e o terceiro para Tartan Rescue da CMU NREC com o Chimp.
Os robôs tiveram melhor desempenho do que esperado. Mas houve uma série de falhas, indicando o quão difícil a robótica continua a ser. Por exemplo, o Running Man caiu ao acenar para a multidão depois de concluir com êxito todas as 8 tarefas.
| Posição | Time                  | Pontuação final | Tempo (min) |
| ------- | --------------------- | --------------- | ----------- |
| 1       | TEAM KAIST            | 8               | 44:28       |
| 2       | TEAM IHMC ROBOTICS    | 8               | 50:26       |
| 3       | TARTAN RESCUE         | 8               | 55:15       |
| 4       | TEAM NIMBRO RESCUE    | 7               | 34:00       |
| 5       | TEAM ROBOSIMIAN       | 7               | 47:59       |
| 6       | TEAM MIT              | 7               | 50:25       |
| 7       | TEAM WPI-CMU          | 7               | 56:06       |
| 8       | TEAM DRC-HUBO AT UNLV | 6               | 57:41       |
| 9       | TEAM TRACLABS         | 5               | 49:00       |
| 10      | TEAM AIST-NEDO        | 5               | 52:30       |
| 11      | TEAM NEDO-JSK         | 4               | 58:39       |
| 12      | TEAM SNU              | 4               | 59:33       |
| 13      | TEAM THOR             | 3               | 27:47       |
| 14      | TEAM HRP2-TOKYO       | 3               | 30:06       |
| 15      | TEAM ROBOTIS          | 3               | 30:23       |
| 16      | TEAM VIGIR            | 3               | 48:49       |
| 17      | TEAM IIT WALK-MAN     | 2               | 36:35       |
| 18      | TEAM TROOPER          | 2               | 42:32       |
| 19      | TEAM HECTOR           | 1               | 02:44       |
| 20      | TEAM VALOR            | 0               | 0           |
| 21      | TEAM AERO             | 0               | 0           |
| 22      | TEAM GRIT             | 0               | 0           |
| 23      | TEAM HKU              | 0               | 0           |